# Amorphophallus haematospadix
Amorphophallus haematospadix är en kallaväxtart som beskrevs av Joseph Dalton Hooker. Amorphophallus haematospadix ingår i släktet Amorphophallus och familjen kallaväxter. Inga underarter finns listade.